# بي أو كيه سنتر
بي أو كيه سنتر (بالإنجليزية: BOK Center)‏ هي ساحة متعددة الأغراض تتسع لـ19،199 مقعدًا ومكانًا داخليًا رئيسيًا للرياضات والفعاليات في تلسا، أوكلاهوما، الولايات المتحدة.